# (1869) Filoctetes
(1869) Filoctetes es un asteroide que forma parte de los asteroides troyanos de Júpiter y fue descubierto por Ingrid van Houten-Groeneveld, Cornelis Johannes van Houten y Tom Gehrels el 24 de septiembre de 1960 desde el observatorio del Monte Palomar, Estados Unidos.

## Designación y nombre
Filoctetes fue designado al principio como 4596 P-L.
Posteriormente se nombró por Filoctetes, un personaje de la mitología griega.

## Características orbitales
Filoctetes orbita a una distancia media de 5,237 ua del Sol, pudiendo alejarse hasta 5,575 ua y acercarse hasta 4,899 ua. Tiene una excentricidad de 0,06452 y una inclinación orbital de 3,97°: emplea 4377 días en completar una órbita alrededor del Sol.